# Johann Michael Koneberg

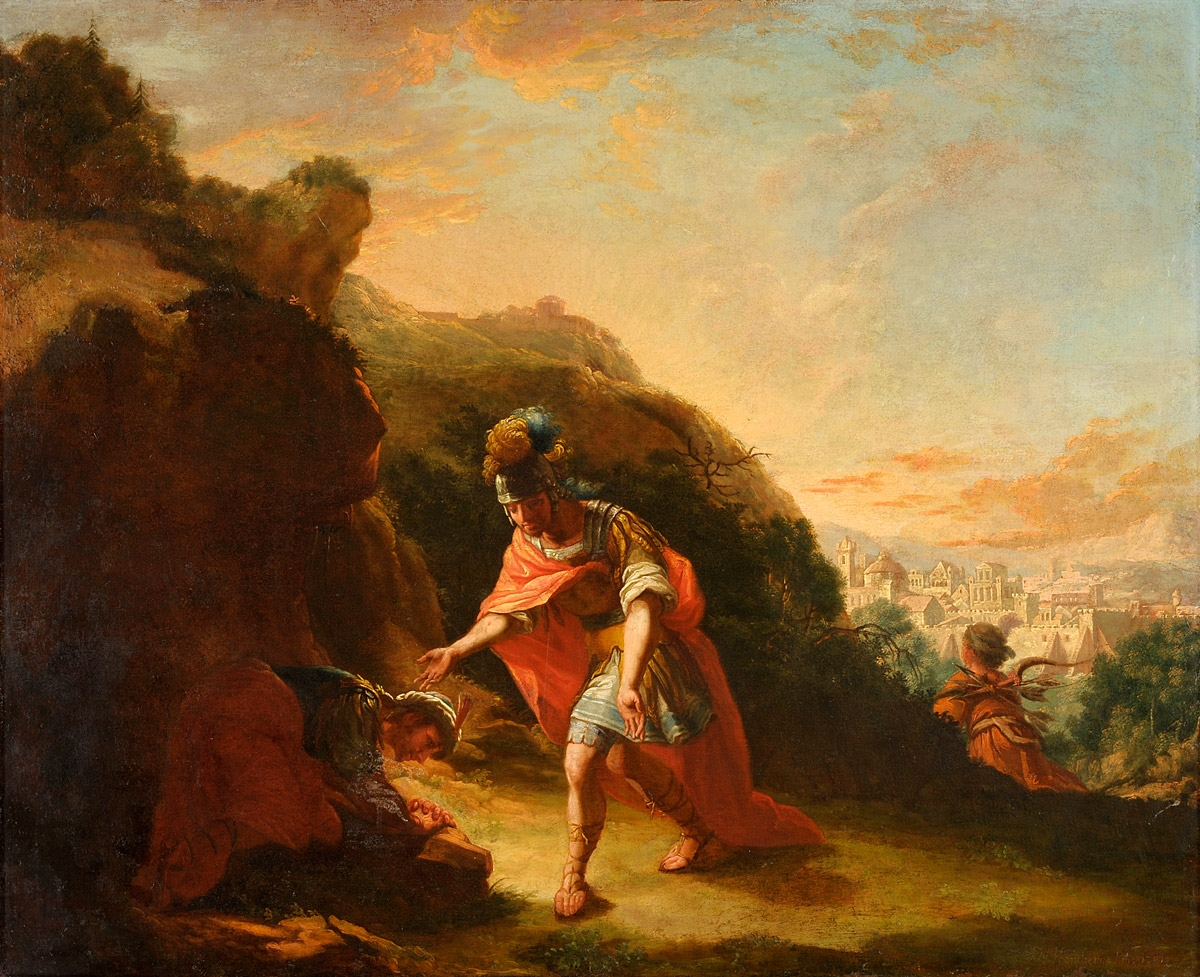
„Szene aus dem Leben Alexanders“ (1781) von Johann Michael Koneberg

Johann Michael Koneberg (* 1733 in Dietmannsried; † 1802) war ein Hofmaler der Fürstäbte von Kempten. Ab 1768 war er der Nachfolger von Franz Georg Hermann und der letzte fürstäbtliche Hofmaler vor der Säkularisation.

## Leben und Werk
Koneberg wurde im Jahr 1733 in Dietmannsried geboren. 1764 oder 1765 heiratete er Katharina Feneberg. Johann Michael Koneberg vollendete die Porträts von Fürstäbten  und schuf für das Stift verschiedene Altarblätter.
Deckenfresken von Koneberg befinden sich in der Kirche von Betzigau, im Kloster Heiligkreuz und in der Pfarrkirche St. Martin in Martinszell. Altargemälde von Koneberg befinden sich in Altusried, Wiggensbach und in Kimratshofen.
Als Hauptwerk von Koneberg wird ein Freskenzyklus von 20 Motiven aus dem Marienleben angesehen, der in der Pfarrkirche Unsere liebe Frau Maria Heimsuchung von Langenegg in Vorarlberg (Österreich) zu sehen ist. Koneberg war 1776 mit der Ausmalung der Kirche beschäftigt.
Johann Michael Koneberg starb im Jahr 1802.
Etliche Werke von Koneberg wurden von den Freunden Kemptener Museen – fkm e. V. für die Stadt Kempten angekauft und waren im Allgäu-Museum des Kornhauses in Kempten ausgestellt.